# セスナ 206

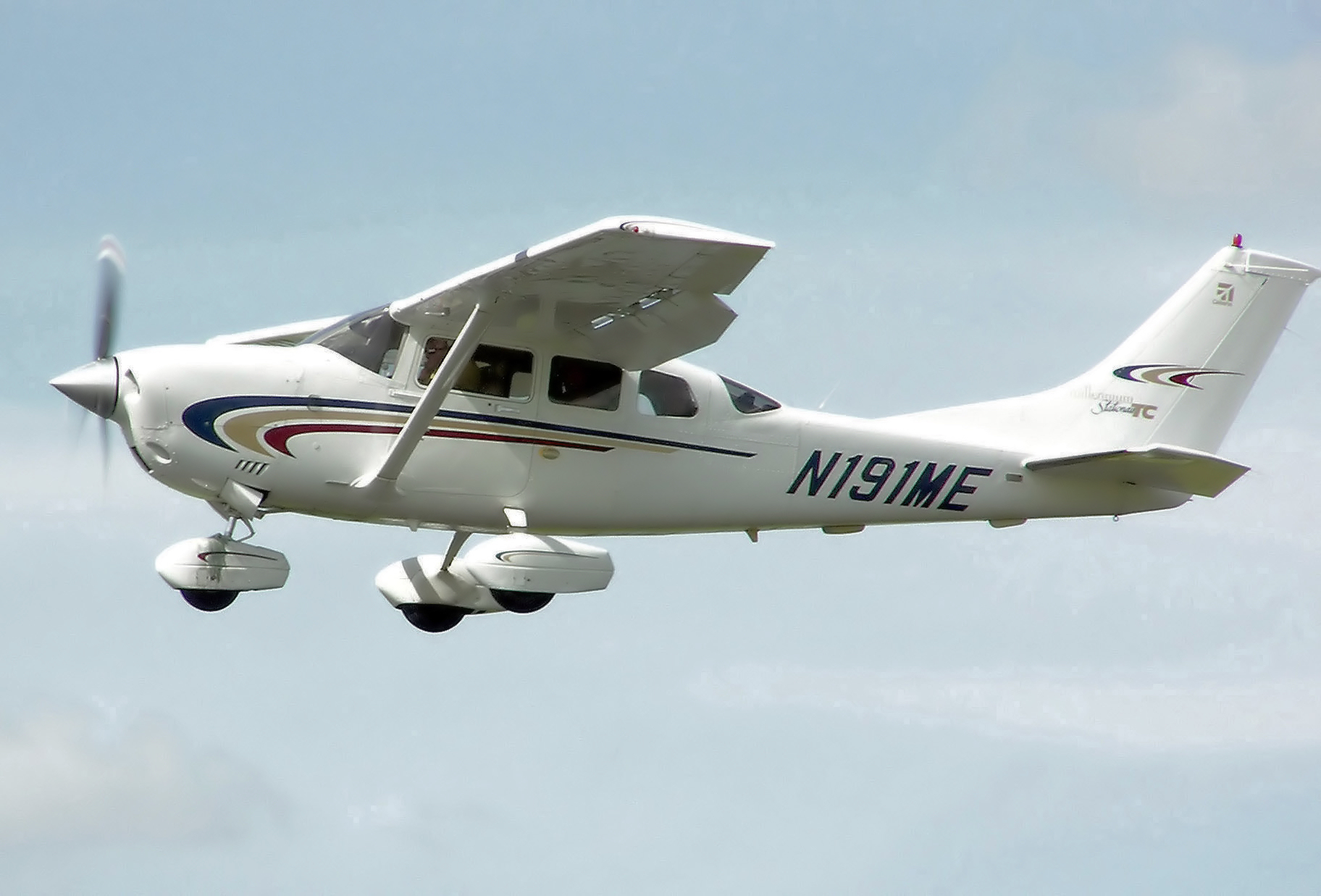
セスナ 206H ステーショネア

セスナ 206（Cessna 206）は、セスナ社が開発した6座席の単発プロペラ軽飛行機。
本項では、系列機であるセスナ 205とセスナ 207についても解説する。

## 概要

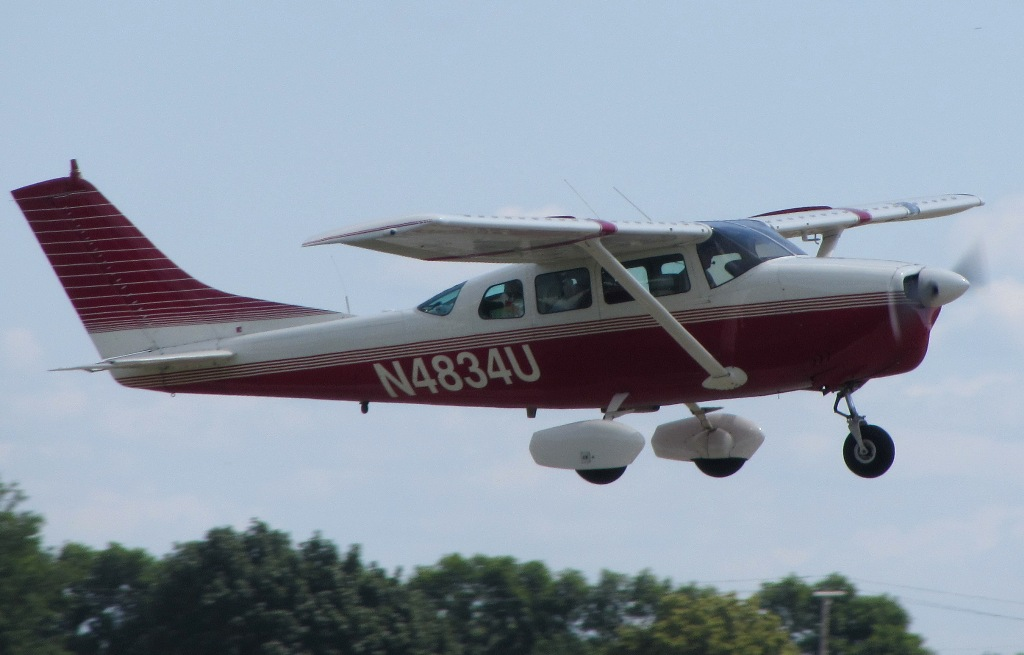
セスナ 205A(210-5A)

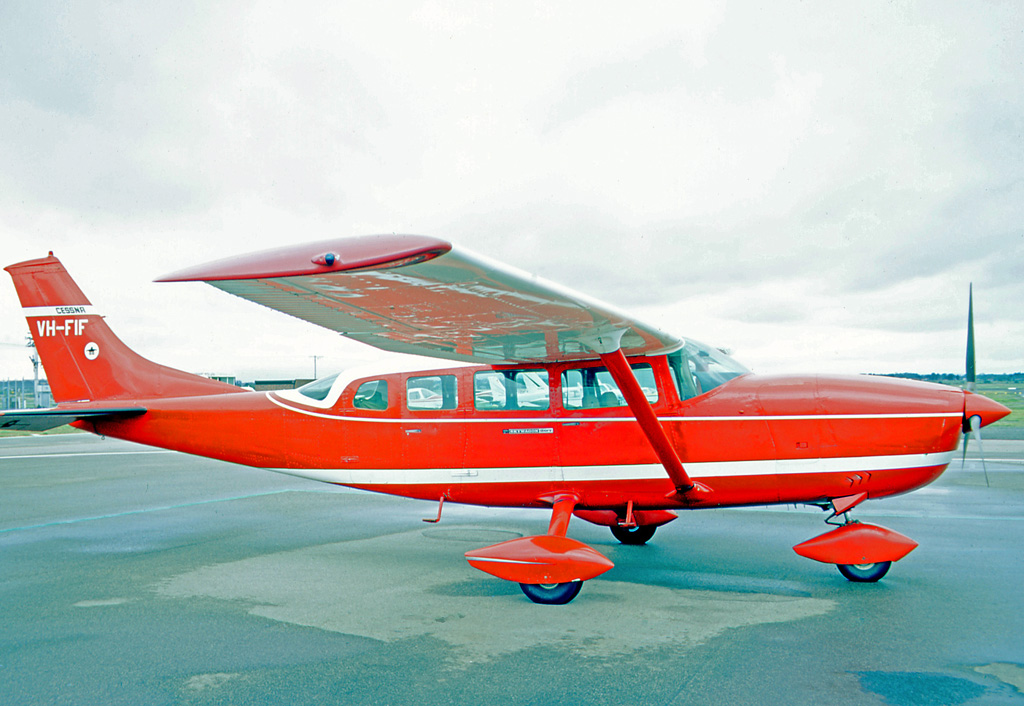
セスナ 207

### セスナ 205
セスナ 205は、セスナ C210に固定式降着装置を取り付けキャビンを6座席としたモデルで、当初はモデル 210-5と呼ばれていた。愛称はスーパースカイワゴン(Super Skywagon)。1962年1月15日に初飛行し、同年8月に機体の引き渡しが開始されたが、あまり人気を得ることができず、早々に改良型のセスナ 206に生産が切り替えられた。生産数は576機。

### セスナ 206
1964年に登場したセスナ 206は、205のエンジンを強化し、尾翼やフラップの大型化、貨物ドアの追加などの改良を行ったモデルである。その後しばらくは汎用型のU206シリーズと旅客型のP206シリーズに分けられて生産され、前者は205と同様スーパースカイワゴンと呼ばれたが、後者はスーパースカイレーン(Super Skylane)という別の愛称が与えられた。
1971年に登場したU206Fからはステーショネア(Stationair)と愛称が変更され、少しずつ改良が加えられて現在も生産が続いている。生産数は6,500機以上。

### セスナ 207
セスナ 207は、206の胴体を延長して7座席としたモデルで、1968年5月11日に初飛行した。愛称は当初スカイワゴン(Skywagon)だったが、後にステーショネア7に変更されている。1980年には8座席としたステーショネア8も登場している。1985年に生産終了。

## 派生型
205シリーズ
205(210-5)
初期型。エンジンはコンチネンタル製IO-470-S(260hp)を搭載。
205A(210-5A)
細部に改良を加えた型。
206シリーズ
206
205の改良型。エンジンをIO-520-A(285hp)に強化し、尾翼やフラップなどを改良。275機生産。
U206
U206シリーズ最初のモデル。162機生産。
P206
P206シリーズ最初のモデル。貨物ドアがなく、豪華な機内内装、先端が尖ったスピナー、スパッツ付きの車輪などが装備された。160機生産。
U206A/P206A
改良型。U206Aは219機、P206Aは146機生産。ターボチャージャー付きTSIO-520-Cエンジン(285hp)搭載モデルはTU206A/TP206Aと呼ばれる。
U206B/P206B
新設計の計器盤を採用。U206Bは258機、P206Bは113機生産。TSIO-520-Cエンジン搭載モデルはTU206B/TP206Bと呼ばれる。
U206C/P206C
細部に改修が加えられた。U206CのみエンジンをIO-520-F(300hp)に変更。U206Cは319機、P206Cは100機生産。TSIO-520-Cエンジン搭載モデルはTU206C/TP206Cと呼ばれる。
U206D/P206D
U206C/P206Cからの変更点はほとんどなし。TSIO-520-Cエンジン搭載モデルはTU206D/TP206Dと呼ばれる。
U206E/P206E
機首が下がったような形状になったが、P206EはP206Dと同じ形状が残されている。U206Eは243機、P206Eは44機生産。TSIO-520-Cエンジン搭載モデルはTU206E/TP206Eと呼ばれる。
U206F ステーショネア
三翅プロペラの採用、主翼にキャンバー付き前縁の取り付け、着陸灯の設置、手荷物室の拡大などの改良が施された。1,820機生産。TSIO-520-Cエンジン搭載モデルはTU206F ターボ・ステーショネア(Turbo Stationair)と呼ばれる。
U206G ステーショネア6
3,499機生産。コンチネンタル製TSIO-520-Mエンジン搭載モデルはTU206G ターボ・ステーショネア6と呼ばれる。
206H ステーショネア
現在生産中。エンジンをライカミング製IO-540-AC1A5(300hp)に変更。ターボチャージャー付きTIO-540-AJ1Aエンジン(310hp)搭載モデルはT206H ターボ・ステーショネアと呼ばれる。
207シリーズ
207 スカイワゴン
206Dを元に胴体を延長した7座席型。362機生産。ターボチャージャー付きTSIO-520-Gエンジン(300hp)搭載モデルはT207 ターボ・スカイワゴン(Turbo Skywagon)と呼ばれる。
207A スカイワゴン/ステーショネア7
より大直径のプロペラを採用。426機生産。ターボチャージャー付きTSIO-520-Mエンジン(310hp)搭載モデルはT207A ターボ・スカイワゴン/ターボ・ステーショネア7と呼ばれる。8座席型はステーショネア8/ターボ・ステーショネア8と区別される。

## 採用国（軍用）
アルゼンチン
 ボリビア
 コロンビア
 チリ
 ジブチ
2024年時点で、ジブチ空軍が1機のU206Gを保有。
 ドミニカ共和国
2024年時点で、ドミニカ共和国空軍が1機のセスナ206、1機のセスナ207を保有。
 エクアドル
2024年時点で、エクアドル陸軍が1機のセスナ206を保有。
 ガイアナ
 インド
 イスラエル
第100飛行隊で運用された。
 マダガスカル
2023年時点で、マダガスカル空軍が5機のセスナ206を保有。
 メキシコ
 マレーシア
 パラグアイ
2024年時点で、パラグアイ空軍が2機のU206 ステーショネアを保有。
 ペルー
 フィリピン
 スリナム
スリナム国軍がU206を運用。退役済み。
 ウルグアイ
 ベネズエラ

## 諸元（U206G ステーショネア6）
- 全長：8.61 m
- 全幅：10.92 m
- 全高：2.83 m
- 翼面積：16.16 m2
- 空虚重量：860 kg
- 最大離陸重量：1,633 kg

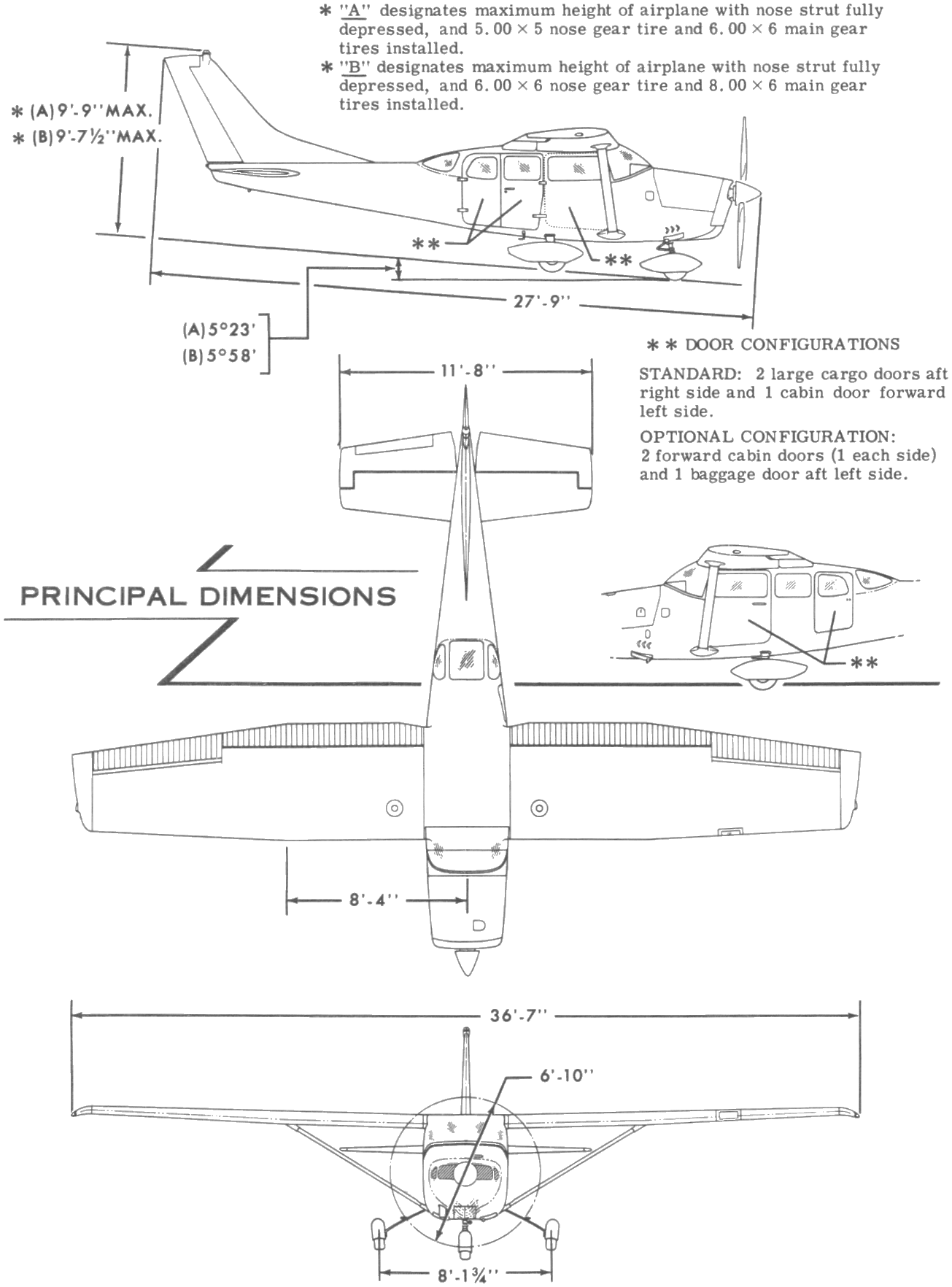
Cessna TU206A Super Skywagon

- エンジン：コンチネンタル IO-520-F 水平6気筒ピストンエンジン(300hp) × 1
- 最大速度：290 km/h=M0.24（海面高度）
- 巡航速度：272 km/h=M0.22（高度6,500 ft）
- 実用上昇限度：4,510 m
- 航続距離：1,667 km
- 乗客：最大5名
- 乗員：1名